# Google kereső

A Google logója

A Google internetes keresőrendszer, amely egyúttal (kapcsolt alkalmazásait is beleértve) térképként, pénzváltóként, számológépként, naptárként, helyesírás-ellenőrzőként és szótárként is használható.
A Google kereső 22+ olyan alapfunkciót kínál a magyar felhasználóknak, amelyek jelentősen egyszerűsítik és gyorsítják a keresést.
Különlegességei közé tartozik a PageRank osztályozási módszer, a groups keresés, a képkeresés, valamint számos innovatív internetes adatkinyerési rendszer. A projektet Larry Page és Sergey Brin alapította 1998-ban, mindketten a Stanford Egyetemen végeztek.
A Google a világon a legnépszerűbb keresőrendszer (ráadásul az egész világ legnézettebb weboldala), aminek részben az az oka, hogy a találatok nagyon gyakran vannak olyan sorrendben, ahogy a keresést végző személy elvárja. A web egyik legnépszerűbb ilyen jellegű szolgáltatásaként legalább 200 millió keresési kérés érkezik be hozzá és társlapjaihoz naponta.
A weblapok tartalmában végzett kereséseken túl lehetőség van többek közt képek, hírek, fórumtémák és árucikkek keresésére is, és a HTML-oldalakon kívül még 13 különböző fájltípus tartalmában is keres (egyszerű szöveges fájlok, PDF, Word-dokumentumok, Excel-táblázatok stb.). 2005 júniusáig a Google mintegy 8,05 milliárd weblapot, 1,3 milliárd képet és 1 milliárd Usenet-üzenetet indexelt, azaz mintegy 10,4 milliárd elemet. Az indexelt tartalmakat tárolja, ezeket találjuk a találati elemek melletti "Tárolt változat"-ra való kattintással. Amennyiben az eredeti weboldal elérhetősége megszűnt, a kívánt tartalom egy ideig még megtalálható lehet ezáltal.

## A „PageRank” és a „Hypertext Matching Analysis”
A Google keresési mechanizmusa a PageRank eljáráson alapszik (melyet 2001 szeptemberében szabadalmaztattak), melynek lényege, hogy azt mérik, hány link mutat egy adott weboldalra. A PageRank rendszer egy adott weboldal népszerűségének és fontosságának mérésén alapszik.

### A PageRank algoritmusa
PR(b) = (1-d) + d (PR(T1)/C(T2) + … + PR(Tn)/C(Tn))

PR = PageRank

d = ~0,85

c = az oldalon lévő linkek száma

PR(T1)/C(T1) = Az oldal PageRankje elosztva a lapon lévő összes linkek számával.
Ahogy minden demokratikus rendszernek, a PageRank technológiának is vannak hibái:
- Piaci környezetben a PageRank technológia ki van téve az esetleges csalásoknak;
  - A vendégkönyvekben való spammelés jelentősen megnövelheti egy weboldal mutatóját,
  - A magas mutatójú címekkel kereskedhetnek,
  - Ún. "linkfarmokat" hozhatnak létre az érték növeléséhez,
  - stb.
- A technológia hátrányosan érinti az új weboldalakat.

A Google folyamatosan dolgozik a rendszer fejlesztésén és a visszaélések kiszűrésén, a "csalókat" szankciókkal sújtja.
Az algoritmus több száz tényezőt értékel, beleértve a weboldal tartalmának minőségét, relevanciáját, technikai jellemzőit és a felhasználói élményt. Folyamatosan frissül, hogy a keresési eredmények minél pontosabbak és relevánsabbak legyenek, biztosítva, hogy a legértékesebb tartalmak kerüljenek a felhasználók elé.
2016 márciusában a Google bejelentette, hogy többé nem támogatja ezt a funkciót, és az alapul szolgáló API hamarosan megszűnik. 2016. április 15-én a Google kikapcsolta a PageRank-adatok megjelenítését a Google eszköztárban, bár a PageRanket továbbra is használják a tartalmak keresési eredményekben való rangsorolásához.

### Keresett állományok és testreszabás
A Google a HTML-en kívül 13 más állománytípust is rendszerez és tárol. A jelentősebbek: PDF, Word-dokumentumok, Excel-táblázatok, Flash- (SWF) animációk, szövegfájlok stb. A szöveg és SWF fájlok kivételével a tartalmat HTML-re konvertálva tárolja a Google, így azok böngészővel is megtekinthetők.
A felhasználók beállíthatják az alapértelmezett nyelvet, bekapcsolhatják a SafeSearch szűrőt (alapértelmezés szerint moderate), és beállíthatják a laponként megjeleníthető találatok számát. Ezeket a beállításokat hosszú ideig a felhasználók gépén maradó ún. „HTTP-sütik” segítségével tárolják, ami technikailag lehetővé teszi, hogy a Google a felhasználó által indított kereséseket azonosítsa és név (ill. a böngésző adatai) szerint tárolja.
A kereső a beírt szöveg első 32 szavát veszi figyelembe, és maximum az első 1000 találat jeleníthető meg, laponként legfeljebb 100.

### Keresőkulcsszavak
A keresőszövegben speciális kulcsszavak használatával adhatunk meg összetettebb lekérdezéseket.
Ezek közül néhány:
- link: <URL> – A megadott URL-re mutató (linkelő) lapok
- site: <URL> – csak a megadott URL-lel adott site-on keres
- define: <query> – a Google értelmező szótár definíciója az adott szóra
- info: <URL> – az adott URL-re vonatkozó információk
- filetype: <filetype> – csak a megadott típusú file-típusok között keres, például doc, txt, jpg
- related: <URL> – hasonló, ill. az adott URL-hez logikailag kapcsolódó site-ok listája

A Google által felismert speciális kulcsszavak (angol nyelvű) teljes listája az interneten is elérhető.

### Fejlesztések
2007 májusában vezették be az univerzális keresés funkciót, ami annyit tesz, hogy a Google nemcsak a weblapok, hanem a videók, képek, hírek, blogok, térképek és könyvek között is keres. 2008 novembere óta a bejelentkezett felhasználók a SearchWiki koncepció jegyében a saját találati listájuk egyes tételeit lejjebb vagy feljebb rangsorolhatják, eltüntethetik, illetve mások számára is elérhető megjegyzéssel láthatják el, s az így kialakított listát meg is oszthatják egymással. 2009. márciusi fejlesztésként jelent meg a szemantikus keresés egy próbaváltozata, ahol a Google megpróbálja értelmezni a keresőkifejezést, összefüggést találni a keresőmezőbe írt szavak között, és intelligensen válogatni a találatok között. Az így kapott eredmények egyelőre csak az oldal alján, egy sávban jelennek meg.
2009 májusában jelent meg a „csodakerék” funkció, amely konkrét keresőszavak nélkül is lehetővé teszi egymást követő választások útján a navigációt.
2009 decembere óta érhető el a valós idejű keresés, amely egy-egy új blog- vagy Facebook-bejegyzést, illetve Tweetet már a közzététele után századmásodpercekkel megtalál.

## AdSense
A Google AdSense gyors és egyszerű eszköz bármilyen méretű weblap tartalomszolgáltatójának abban, hogy webhelye tartalmához kapcsolódó Google-hirdetéseket jeleníthessen meg tartalmi oldalán, illetve hogy ezáltal (is) bevételre tegyen szert.

## AdWords
A Google AdWords gyors és egyszerű módja a jól célzott kattintás alapú (CPC) és a megjelenés alapú (CPM) hirdetésnek költségkerettől függetlenül. A Google keresési találatai között csak szöveges hirdetéseket, míg a Display elhelyezéseken szöveges, képes és videóba ágyazott hirdetéseket egyaránt megjeleníthetünk. Az AdWords-hirdetések a Google keresési eredményei mellett, felett vagy alatt jelennek meg, valamint az egyre bővülő Google Hálózat keresési és a Display hálózat tartalomoldalain is.
A Google a találati listájának a relevanciáját a hirdetések esetében is igyekszik megőrizni. Annak érdekében, hogy a hirdetések közül az egyes kulcsszavakra a legrelevánsabbak jelenjenek meg, bevezette a kulcsszavakhoz kapcsolódó Minőségi mutatót. Minél magasabb Minőségi mutatóval rendelkezik egy hirdetés az adott kulcsszóra, annál kevesebbe kerül egy kattintás arra a hirdetésre. A Minőségi mutatót elsősorban a hirdetés szövegének és a céloldalnak a kulcsszóhoz viszonyított relevanciája, valamint a CTR (átkattintási arány) együttese adja.
A Google létrehozott egy minősítési rendszert az AdWords-höz. Azon magánszemélyek (vagy bizonyos esetben cégek), akik teljesítik az előfeltételeket, valamint leteszik a vizsgát, jogosultak az ún. Google Advertising Professional cím használatára.
A Google 2018. június 27-én bejelentette, hogy 18 év használat után visszavonultatja az AdWords & DoubleClick brandeket, és mostantól Google Ads néven lesz elérhető a szolgáltatás.
A Google Ads megnevezés létrejöttével rengeteg új funkció is megjelent a Google hirdetési rendszerébe. Többek között a Google Display hirdetések új külsőt kaptak. A bannerek létrehozásakor a rendszer a mesterséges tanulásnak köszönhetően a feltöltött fotók színeit felismeri és testreszabja a megjelenített színeket, így nagyobb kontrasztot hoz létre, kiemelve a CTA gombot.

## Google Csoportok
Az internetes hírcsoportokat (newsgroup) először a DejaNews kezdte archiválni, azonban a projektnek nem volt elég pénze a fennmaradáshoz. Megszűnésekor a Google megvásárolta adatbázisukat, és elérhetővé tette a keresését.
A Usenet csoportok 1981-től kereshetőek.

## Érdekességek
- 2003-ban a „google” szó bevonult az angol szótárakba. A „to google” ige jelentése: „interneten Google segítségével keresni”.[forrás?]
- A google kifejezés először egy 1913-ban megjelent angol gyerekkönyvben, a The Google Book-ban szerepelt, egy szörny neveként.[16][17]
- A Google kereső logóját alkalmanként megemlékezések során átalakítják, legtöbbször egy napra. Az ilyen alkalmi logó neve: Google doodle.

## Külső hivatkozások

### Magyarul
- Google Magyarország

### Angolul
- The Birth of Google – Wired.com
- How does Google collect and rank results?[halott link] – Google.com - Archiválva 2011.09.28 dátummal
- Google Cheat Sheet